# يايلاقوناق
يايلاقوناق (بالكردية: Balyan‏) هي بلدة تابعة لمديرية أديامان في محافظة أديامان في جنوب شرق تركيا. سكان البلدة من قبيلة باليان الكردية وبلغ عدد سكانها 1736 نسمة في عام 2021.